# Jang Hye-ock
Jang Hye-ock (Jeonju, 9 febbraio 1977) è un'ex giocatrice di badminton sudcoreana.

## Palmarès
Olimpiadi
- 1 medaglia:
  - 1 argento (Atlanta 1996 nel doppio)